# 항공총군
항공총군(航空総軍 고쿠 소군[*])는 연합군의 일본 본토 공습에 대비하기 위한 결호 작전에 따라 설립한 일본 제국 육군 항공대의 총군으로 최고위 지휘부대였다.

## 역사
대본영에 육군 항공총감부가 있는데도 획일화되지 않은 항공대에 대한 지휘 체계를 정리하기 위해 1945년 4월 8일에 제1총군과 제2총군과 함께 설립되었다. 일본 본토와 한반도에서 주로 가미카제 위주의 공격을 준비하고 있었으나, 천황의 항복에 따라 실현되지 않았다. 항공총군은 종전 후, 같은 해 10월 1일에 해체되었다.

## 부대
소속
- 대본영, 1945년 4월 8일

최종
- 제1항공군 "제비(燕 つばめ[*])"
- 제2항공군 "날개(羽 はね[*])"
- 제5항공군 "새매(隼 はやぶさ[*])"
- 제6항공군 "고요함(靖 せい[*])"
- 제51항공사단
- 제52항공사단
- 제53항공사단
- 제20전투비행집단: 중장 青木武三 아오키 타케조[*]
  - 비행 제111전대: 중좌 石川正 이시카와 타다시[*]
  - 비행 제112전대: 중좌 梼原秀見 유스하라 히데미[*]
- 제30전투비행집단
  - 제12비행단
  - 제16비행단: 소좌 山田邦雄 야마다 구니오[*]
- 선박사령부
- 육지철도대

## 같이 보기
- 제1총군
- 제2총군

## 참고
1. 1 2  《CHRONOLOGY OF THE OCCUPATION》 (영어). 미국 육군 역사관. 2019년 7월 16일에 확인함. 1 Oct. 45 Hq Imperial Japanese General Air Forces inactivated.

- Coox, Alvin D. (1994). 〈Air War Against Japan〉.   Cooling, B. Franklin. 《Case studies in the achievement of air superiority》 (영어). Washington, D.C.: Center for Air Force History. ISBN 0-912799-63-3.
- 《Japanese Monograph No. 45: History of Imperial General Headquarters Army Section》 (영어) Revis판. Foreign Histories Division, Headquarters, United States Army Japan. 1959.
- Foreign Histories Division, Headquarters, United States Army Japan (1980). 《Japanese Monograph No. 157: Homeland Air Defense Operations Record》. War in Asia and the Pacific. Volume 12: Defense of the Homeland and End of the War (영어). New York City: Garland Publishing. ISBN 0-8240-3296-9.
- Zaloga, Steven J (2010). 《Defense of Japan 1945》. Fortress (영어). Oxford: Osprey Publishing. ISBN 1-84603-687-9.